# Celastrina heringi
Celastrina heringi är en fjärilsart som beskrevs av Kardakoff 1928. Celastrina heringi ingår i släktet Celastrina och familjen juvelvingar. Inga underarter finns listade i Catalogue of Life.